# Alena Anisim
Alena Mikałajeuna Anisim, z domu Amielczyc (biał. Алена Мікалаеўна Анісім, ur. 28 września 1962 r. w Sawoniach k. Stołpc) – białoruska filolog i polityk, deputowana do białoruskiego parlamentu.

## Życiorys
Urodzona 28 września 1962 r. w Sawoniach k. Stołpc jako Alena Amielczyc w rodzinie nauczycielskiej. Ukończyła liceum w 1978 r. ze złotym medalem i wstąpiła na uniwersytet, na studia na kierunku filologia rosyjska i białoruska, które ukończyła w 1983 r. Podczas studiów pracowała jako przewodniczka po ZSRR dla grup z Czechosłowacji. W latach 1984–1991 pracował jako nauczycielka, po czym podjęła pracę w Instytucie Lingwistyki im. Jakuba Kołasa Narodowej Akademii Nauk Białorusi. 
Od lat 1980. należy do ruchów opozycyjnych, przeważnie o charakterze oświatowym i kulturalnym. Od 1999 r. udzielała się w Towarzystwie Języka Białoruskiego im. Franciszka Skaryny, a od 2011 roku zaczęła kierować jego pracami. W 2002 r. założyła gazetę Nowy czas. Rok później, przy współpracy rad rodziców i władz Mińska, doprowadziła do otwarcia 23. gimnazjum z białoruskim językiem wykładowym. Z jej inicjatywy i pod jej bezpośrednim kierownictwem powstał projekt przetłumaczenia i wydania podręcznika zasad ruchu drogowego w języku białoruskim. Pracowała w zespole, który wydał sześć książek do nauczania języka białoruskiego jako języka obcego.
Od września 2016 roku deputowana do białoruskiego parlamentu i jedna z dwóch opozycjonistek w składzie izby (wcześniej od 1996 r. w parlamencie nie było opozycji).
Mężatka, ma trzech synów.

## Odznaczenia
- Medal 100-lecia Białoruskiej Republiki Ludowej – 2019[3]